# Étienne de Falaiseau
Étienne Odile Alexandre de Falaiseau est un homme politique français né le 27 juin 1756 à Paris et décédé le 13 décembre 1826 à Paris.

## Biographie
Descendant du maire de Tours Jehan Falaiseau, Étienne de Falaiseau est le fils d'Étienne de Falaiseau, seigneur de La Renaudière, mousquetaire dans la 1re compagnie du roi, et d'Anne Marthe Nicou de La Chovinière. Il épouse Adélaïde Desnos de Kerjean, petite-nièce de Joseph François Dupleix.
Mousquetaire, il est capitaine de cavalerie.
Émigré au moment de la Révolution, il sert à l'Armée des princes et séjourne à Hambourg jusqu'à son retour en France en 1799. Après le 18 Brumaire, il est nommé receveur principal des droits réunis et président du collège électoral de Fontainebleau. Il est député de Seine-et-Marne de 1811 à 1815. Il adhère au retour des Bourbons.

## Distinctions
- Légion d'honneur:
  -  Chevalier de la Légion d'honneur 26 octobre 1814,
  -  Officier de la Légion d'honneur 25 janvier 1815

## Sources
- « Étienne de Falaiseau », dans Adolphe Robert et Gaston Cougny, Dictionnaire des parlementaires français, Edgar Bourloton, 1889-1891 [détail de l’édition]